# 웨버 (단위)
물리학에서 웨버(weber, 기호 Wb)는 자석의 자속을 나타내는 국제 단위이며, 테슬라 제곱미터 (T⋅m2)와 같다. 독일의 물리학자 빌헬름 에두아르트 베버의 이름을 딴 것이다. 1930년 국제 전기 표준 회의에서 정의되었다.

## 정의
웨버는 전기장에서 변하는 자기 선속에 따른 패러데이 법칙에 의해 정의된다. 초당 1 웨버의 자속의 변화는 1 볼트의 기전력을 만들어 낸다.
SI 단위에서 웨버의 차원은 {\displaystyle {\dfrac {{\mbox{kg}}\cdot {\mbox{m}}^{2}}{{\mbox{s}}^{2}\cdot {\mbox{A}}}}}이다. 유도된 단위는 볼트×초이다. {\displaystyle ({\mbox{V}}\cdot {\mbox{s}})}.
웨버는 1 T⋅m2 = 108 맥스웰인 큰 단위다.

## 상호 작용
두 자극의 세기를 각각 mA, mB라 할 때, 이 두 자극 사이에 작용하는 힘은 다음과 같이 정리된다.
{\displaystyle F=k{\frac {m_{A}m_{B}}{r^{2}}}}
 F=힘; mA, mB=자극의 세기; r=두 전하 사이의 거리
샤를 드 쿨롱은 세기가 같은 두 개의 자극을 1m 떨어뜨려 놓았을 때 작용하는 힘의 세기가 {\displaystyle F={\frac {10^{7}}{(4\pi )^{2}}}\mathrm {N} }인 경우를 1Wb로 정의했다. 따라서 상수 k의 값은 다음과 같다.
{\displaystyle k={\frac {10^{7}}{(4\pi )^{2}}}\mathrm {N} \cdot \mathrm {m} ^{2}}/{\displaystyle \mathrm {Wb} ^{2}}
이는 쿨롱의 법칙과 같은 방식으로 두 자극 사이에 작용하는 힘의 크기를 측정한 것이다. 한편 전하가 단독으로 존재할 수 있는데 반해 자극은 N극과 S극이 언제나 쌍으로 존재하여야 한다.